# 微毛无心菜
微毛无心菜（学名：Arenaria weissiana var. puberula）为石竹科无心菜属下的一个变种。